# Jezioro Skrwilno
Jezioro Skrwilno – jezioro w Polsce, położone w województwie kujawsko-pomorskim, w powiecie rypińskim, w gminie Skrwilno.

## Charakterystyka
Jezioro znajduje się na Równinie Urszulewskiej, w dorzeczu rzeki Skrwy. Jest jeziorem przepływowym, leży na cieku rzeki Skrwy oraz dopływa do niego struga Okalewka. W środkowej części zbiornika znajduje się wyspa o powierzchni 0,5 ha. Bezpośrednie otoczenie stanowią w 70% lasy i w 30% łąki na mało żyznych gruntach.

## Dane morfometryczne
Jezioro zajmuje powierzchnię 74,0 ha. Maksymalna głębokość jeziora wynosi 1,8 m, średnia – 1,0 m. Objętość jeziora to 602 tys. m³ wody. Linia brzegowa misy zbiornika wynosi 4235 m.
Jezioro Skrwileńskie ze względu na warunki morfometryczne, hydrograficzne i zlewniowe należy do bardzo podatnych na degradację. Wody jeziora, podczas wykonanych badań pod względem stanu czystości wód, zakwalifikowano jako wody pozaklasowe.